# Mafuila Mavuba
Ricky Mavuba Mafuila Ku Mbundu (Léopoldville, 15 de dezembro de 1949 – 30 de novembro de 1996), conhecido por Mafuila Mavuba, foi um jogador da seleção de futebol do Zaire (atual República Democrática do Congo) que participou da Copa de 1974, na primeira e única vez em que o país obteve a classificação para uma Copa do Mundo FIFA.
Conhecido como Feiticeiro Negro, jogou apenas em um clube durante a carreira, o Vita Club, pelo qual venceu a Liga dos Campeões da CAF em 1973. Aposentou-se em 1982.
Era pai do também jogador Rio Mavuba, que atuou pela Seleção Francesa e nasceu em águas territoriais de Angola, onde o ex-meio-campista passou a morar depois da aposentadoria. Morreu ainda jovem, aos 46 anos de idade, em 30 de novembro de 1996, na França.